# Classe de servei
La classe de servei (COS o CoS) és un paràmetre utilitzat en els protocols de dades i veu per diferenciar els tipus de càrregues útils contingudes en el paquet que es transmet. L'objectiu d'aquesta diferenciació s'associa generalment amb l'assignació de prioritats a la càrrega útil de dades o nivells d'accés a la trucada telefònica.

## Serveis de dades
Pel que fa a la tecnologia de xarxa, COS és un camp de 3 bits que està present en una capçalera de trama Ethernet quan hi ha l'etiquetatge de VLAN 802.1Q. El camp especifica un valor de prioritat entre 0 i 7, més conegut com a CS0 a CS7, que es pot utilitzar per disciplines de qualitat de servei (QoS) per diferenciar i donar forma/controlar el trànsit de la xarxa.
COS només funciona amb 802.1Q VLAN Ethernet a la capa d'enllaç de dades (capa 2), mentre que altres mecanismes de QoS (com DiffServ, també conegut com DSCP) operen a la capa de xarxa IP (capa 3) o utilitzen un sistema d'etiquetatge QoS local que no modifica el paquet real, com ara "QoS-Group" de Cisco.
Els dispositius de xarxa (és a dir, encaminadors, commutadors, etc.) es poden configurar per utilitzar els valors de COS existents en paquets entrants d'altres dispositius (mode de confiança), o poden reescriure el valor de COS a una cosa completament diferent. La majoria de proveïdors de serveis d'Internet no confien en les marques de QoS entrants dels seus clients, de manera que el COS es limita generalment a l'ús dins de la intranet d'una organització.
Els proveïdors de serveis que ofereixen serveis WAN de línia privada normalment oferiran serveis que poden utilitzar COS/QoS.

## Serveis de veu
Pel que fa als sistemes telefònics heretats, COS s'utilitza sovint per definir els permisos que tindrà una extensió en una central o Centrex. Alguns grups d'usuaris poden necessitar una retenció de missatges de veu ampliada, mentre que un altre grup pot necessitar la capacitat de reenviar trucades a un telèfon mòbil, i d'altres encara no necessiten fer trucades fora de l'oficina. Els permisos per a un grup d'extensions es poden canviar modificant una variable COS aplicada a tot el grup.
El COS també s'utilitza als troncs per definir si són full-duplex, només entrants o només sortints.

## Classificació del servei
El terme es pot utilitzar de manera genèrica per referir-se a la classificació del trànsit de xarxa dins dels equips de xarxa basada en la inspecció de paquets. Cisco implementa aquesta classificació mitjançant llistes d'accés o reconeixement d'aplicacions basades en xarxa (NBAR). NBAR funciona amb el sistema QoS existent.